# Ulvöspinello
L'ulvöspinello, chiamato anche ulvite o spinello di titanio (simbolo IMA: Uspl), è un minerale raro del supergruppo dello spinello e in particolare degli ossispinelli, nella cui famiglia occupa un posto nel sottogruppo dell'ulvöspinello; appartiene alla classe dei minerali degli "ossidi e idrossidi" con la composizione chimica idealizzata TiFe2+2O4. e quindi, da un punto di vista chimico, è un ossido di ferro-titanio

## Etimologia e storia
L'ulvöspinello è stato scoperto per la prima volta nella miniera di Grundhamn sull'isola di Södra Ulvön nel comune svedese di Örnsköldsvik (Västernorrland). È stato descritto per la prima volta nel 1946 da Fredrik Mogensen, che ha chiamato il minerale come la sua località tipo.
L'ulvöspinello era già conosciuto prima della fondazione dell'Associazione Mineralogica Internazionale (IMA) nel 1958 e il minerale era ampiamente noto nel mondo professionale. In quanto cosiddetto minerale grandfathered (G), il riconoscimento come specie minerale indipendente è stato formalizzato dalla Commissione per i nuovi minerali, così come la nomenclatura e la classificazione (CNMNC).

## Classificazione
La classificazione dell'Associazione Mineralogica Internazionale elenca l'ulvöspinello insieme ad ahrensite, brunogeierite, filipstadite, qandilite e ringwoodite.
Già nell'obsoleta, ma in parte ancora in uso, 8ª edizione della classificazione secondo Strunz, l'ulvöspinello apparteneva alla classe minerale di "ossidi e idrossidi" e lì alla sottoclasse di "ossidi con rapporto metallo : ossigeno = 3 : 4 (spinello tipo M3O4 e composti correlati)", dove veniva utilizzato insieme a brunogeierite, coulsonite, magnesiocoulsonite, qandilite e vuorelainenite il gruppo degli "spinelli V/Ti/Ge" con il sistema nº IV/B.04.
La 9ª edizione della classificazione di Strunz, in vigore dal 2001 e utilizzata dall'IMA, classifica anche l'ulvöspinello nel dipartimento degli ossidi con un rapporto di quantità di materiale "metallo : ossigeno = 3 : 4 e comparabile". Tuttavia, questo è ulteriormente suddiviso in base alla dimensione relativa dei cationi coinvolti, in modo che il minerale possa essere trovato in base alla sua composizione nella suddivisione "Con solo cationi di medie dimensioni", dove è classificato insieme a brunogeierite, cocromite, coulsonite, cuprospinello, cromite, filipstadite, franklinite, gahnite, galaxite, hercynite, jacobsite, la magnesiocromite, la magnesiocoulsonite, la magnesioferrite, la magnetite, la manganocromite, la nicromite (N), la qandilite, lo spinello, la trevorite, la vuorelainenite e la zincocromite costituiscono il "gruppo dello spinello" con il sistema nº 4.BB.05.
Anche la classificazione dei minerali di Dana, che viene utilizzata principalmente nel mondo anglosassone, classifica l'ulvöspinello nella classe degli "ossidi e idrossidi" e lì nel dipartimento degli "ossidi multipli"; è insieme alla qandilite nel "sottogruppo del titanio" con il sistema nº 07.02.13 all'interno della suddivisione "ossidi multipli (A+B2+)2X4, gruppo dello spinello".

## Chimica
Il composto teorico idealizzato Fe2TiO4 è costituito per il 21,42% di titanio (Ti), 49,96% di ferro (Fe) e per il 28,63% di ossigeno (O) sotto forma di biossido di titanio (TiO2) per il 35,73% e per il 64,27% di ossido ferroso (FeO).
A causa della formazione di cristalli misti tra ulvöspinello e magnetite (Fe2+Fe3+2O4), che è completa al di sopra dei 600 °C, l'ulvöspinello naturale di solito contiene un eccesso di ferro, che rappresenta il titanio nella formula. Inoltre, in campioni di minerali canadesi sono state rilevate miscele estranee di magnesio (1,8% di ossido di magnesio - MgO), alluminio (1,4% di Ossido di alluminio - Al2O3), manganese (0,7% di monossido di manganese - MnO), calcio (0,3% di ossido di calcio - CaO) e vanadio (0,2% di ossido di vanadio(III) - V2O3).

## Abito cristallino
L'ulvöspinello cristallizza nel sistema cubico nel gruppo spaziale Fd3m (gruppo spaziale nº 227) con il parametro del reticolo a = 8,51 Å e 8 unità di formula per cella unitaria.

## Origine e giacitura
L'ulvöspinello si forma solitamente come componente di giacimenti di minerale di ferro e magnetite contenenti titanio, come nella sua località tipo Södra Ulvön (Västernorrland, Ångermanland) e a Taberg vicino a Månsarp (comune di Jönköping) nella contea di Jönköpings, in Svezia.
Essendo una formazione minerale rara, l'ulvöspinello è conosciuto solo in poche località, con meno di 90 siti (documentati a partire dal 2018).
In Germania, l'ulvöspinello è stato trovato sotto forma di piccoli cristalli e associato al ferro nativo nei basalti vicino a Bühl vicino a Kassel in Assia. Inoltre, il minerale si trovava nelle cave di basalto di Ettringer Bellerberg nel distretto di Mayen-Koblenz e presso il Rother Kopf vicino a Gerolstein nel distretto di Vulkaneifel in Renania-Palatinato, nonché presso il Löbauer Berg nel distretto di Görlitz in Sassonia.
In Botswana, l'ulvöspinello è stato scoperto insieme alla freudenbergite, all'ilmenite e al minerale kudryavtsevaite, scoperto di recente nel 2012, nelle kimberliti AK-8 vicino a Orapa, nel distretto centrale. Altri ritrovamenti di kimberlite sono noti nel camino di Ondermatjie vicino a Pofadder e nella miniera di diamanti De Beers vicino a Kimberley in Sud Africa.
Come componente secondario, l'ulvöspinello può essere rilevato in parte in forma pura, ma anche in cristalli misti con cromite nei campioni di roccia basaltica provenienti dalla Luna, dalle varie missioni Apollo e dalla missione Luna 24 dai crateri Descartes e Fra Mauro, dalla valle Taurus-Littrow e dai mari Crisium, Tranquillitatis e dall'Oceanus Procellarum. Inoltre, il minerale è noto come componente di vari meteoriti lunari e marziani come Northwest Africa (NWA) 856, 2046, 3171, 4590 e altri (Marocco, Algeria e Mauritania); LaPaz Icefield 02205, Allan Hills A77005, Elephant Moraine A79001 e Queen Alexandra Range 94201 (Antartide orientale); D'Orbigny (nella provincia di Buenos Aires in Argentina); Ibitira (località Minas Gerais, Brasile); Piplia Kalan (località Rajasthan, India); Dar Al Gani 319 (Al Jufrah, Libia) così come Dhofar 287 e Dhofar 925 (in Oman).
Altri siti includono Australia, Cina, Canada, Danimarca, Finlandia, Norvegia, Polonia, Russia, Spagna, Repubblica Ceca e Stati Uniti d'America. A seconda della posizione del ritrovamento, l'apatite, la biotite, la calcopirite, la cohenite, la grafite, l'olivina, il plagioclasio, il pirosseno, la pirrotite, la troilite, tra gli altri, possono presentarsi come minerali compagni.

## Forma in cui si presenta in natura
L'ulvöspinello raramente sviluppa cristalli visibili a occhio nudo fino a circa 2 cm di dimensione con brillantezza nera metallica lucida. Di solito si trova sotto forma di grani fini o "reti" di segregazione nella titanomagnetite o nell'ilmenite.